# NGC 6005
NGC 6005 (другие обозначения — OCL 945, ESO 178-SC3) — рассеянное скопление в созвездии Наугольник. Расположено к югу от небесного экватора, и поэтому, его легче увидеть из Южного полушария. Учитывая его визуальную величину 10,7, скопление можно увидеть с помощью телескопа с апертурой 6 дюймов (150 мм) или больше.
Объект входит в число перечисленных в оригинальной редакции «Нового общего каталога».